# Die Zarenbraut
Die Zarenbraut (russisch: Царская невеста, Zarskaja newesta) ist eine Oper in vier Akten von Nikolai Rimski-Korsakow (Musik) mit einem Libretto von Nikolai Rimski-Korsakow und Ilja Tjumenew nach der gleichnamigen historischen Tragödie (1849) von Lew Mei. Sie wurde am 22. Oktoberjul. / 3. November 1899greg. vom Ensemble der Russischen Privatoper von Sawwa Mamontow im Solodownikow-Theater in Moskau uraufgeführt.

## Handlung

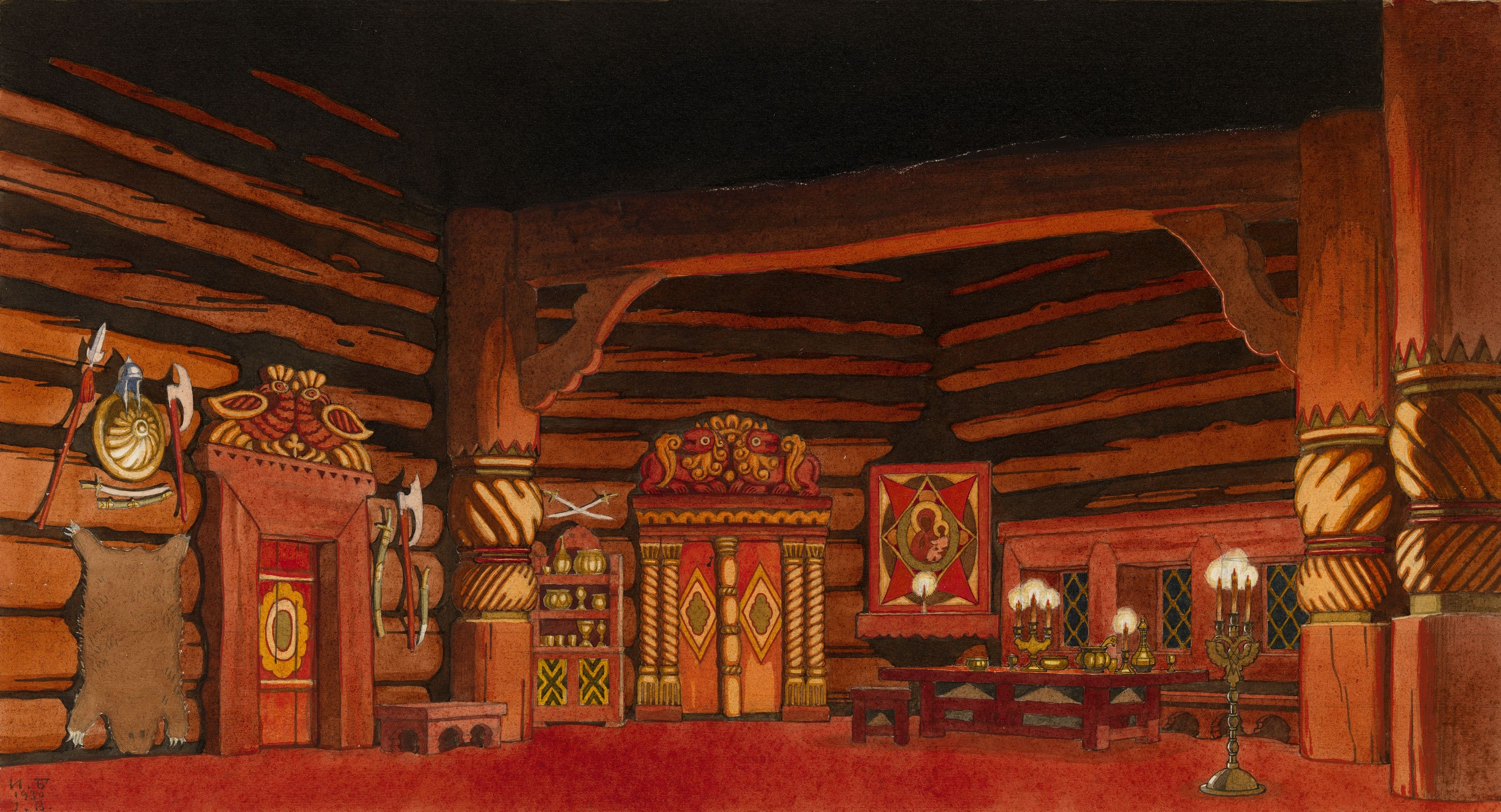
Iwan Bilibin: Bühnenbild des ersten Akts, 1930

Die folgende Inhaltsangabe basiert auf der deutschen Übersetzung des Librettos. Die kursiven Szenenanweisungen sind dem Klavierauszug von 1899 entnommen. Sie wurden lediglich in der Rechtschreibung geringfügig modernisiert.

### Erster Akt: „Der kleine Schmaus“
Ein großes Gemach im Haus des Bojaren Grigori Grjasnoi
Im Hintergrund die niedrige Eingangstür, neben der ein Schenktisch mit Bechern, Schalen und Schöpfkellen besetzt. Rechts drei verzierte Fenster und ihnen gegenüber ein langer Tisch, mit einem Tischtuch bedeckt; auf dem Tisch Kerzen in hohen Silberleuchtern, Salzfass und Tafelaufsatz. Links Eingang zu den inneren Gemächern und eine breite Bank mit geschnitztem Wandbrett; an die Wand gelehnt ein Spieß; an der Wand hängen eine Armbrust, ein großes Jagdmesser, verschiedene Kleidungsstücke und, nicht weit von der Tür, näher zum Vordergrund, ein Bärenfell. An den Wänden und zu beiden Seiten des Tisches Bänke mit rotem Tuch bedeckt. Grjasnoi steht den Kopf nachdenklich gesenkt am Fenster.

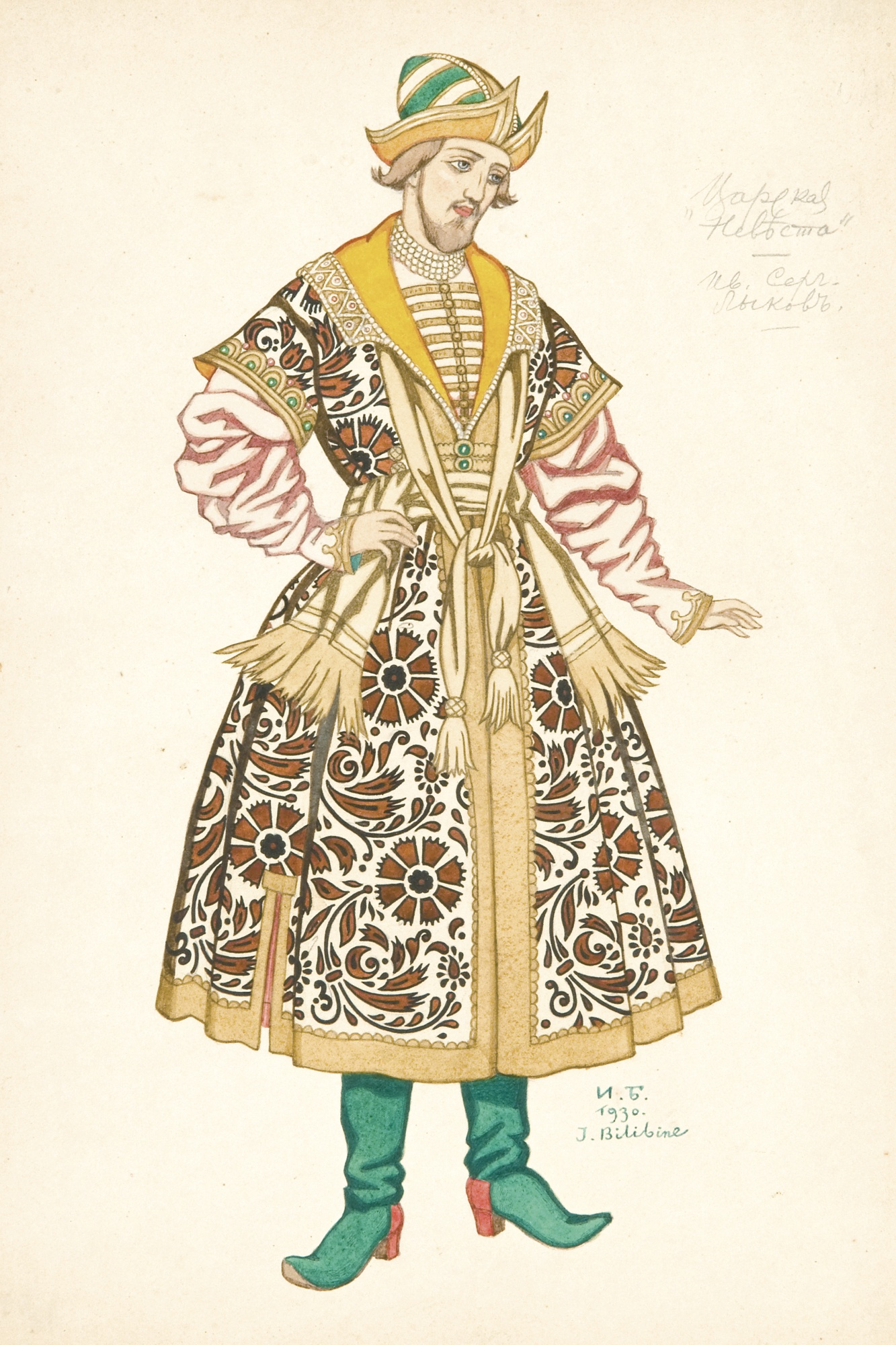
Iwan Bilibin: Kostümentwurf für Iwan Lykow, 1930

Szene 1. Der Opritschnik Grigori Grjasnoi, einst ein leichtfertiger Draufgänger, hat sich heftig in Marfa, die Tochter des Nowgoroder Kaufmanns Wassili Sobakin, verliebt und bei ihrem Vater um ihre Hand angehalten. Der hat jedoch Grjasnois Brautwerber abgewiesen, weil das Mädchen bereits dem Bojaren Iwan Lykow versprochen ist. Lykow ist erst kürzlich von einer weiten Reise zurückgekehrt (Rezitativ und Arie: „S uma neidjot krassawiza!“ – „Kuda ty, udal preschnjaja, dewalas“). Um auf andere Gedanken zu kommen, hat Grjasnoi Gäste eingeladen, darunter Lykow und Jelissei Bomeli, den Leibarzt des Zaren Iwan des Schrecklichen.
Szene 2. Grigori Maljuta-Skuratow, Lykow, Bomeli und weitere Opritschniki treffen ein und werden von Grjasnois Dienern mit Speisen und Wein bewirtet (Fughetta a 3 voci: „Slaschtsche medu laskwoje slowo“). Auf Bitten Grjasnois erzählt Lykow von der Lebensweise der Deutschen, die er auf seiner Reise kennengelernt hat (Arioso: „Inoje wsjo, i ljudi, i semlja“). Sie erheben ihre Gläser zum Wohl des Zaren.
Szene 3. Grjasnoi lässt Guslispieler, Sänger und Sängerinnen auftreten (Tafellied: „Slawa na nebe solnzu wyssokomu“ – Tanz mit Chor: „Kak sa retschenkoi jar-chmel“). Anschließend bittet er Ljubascha herein, ein schönes Mädchen, das die Opritschniki Jahre zuvor gewaltsam aus Kaschmir entführt haben und das Maljuta-Skuratow jetzt als sein Patenkind bezeichnet. Sie war Grjasnois Geliebte, bis er das Interesse an ihr verlor.
Szene 4. Trotz ihrer Kopfschmerzen muss Ljubascha den Gästen vorsingen (Lied der Ljubascha: „Snarjaschai skorei, matuschka rodimaja“). Anschließend verlassen die Gäste das Haus. Nur Bomeli bleibt auf Wunsch des Gastgebers. Ljubascha versteckt sich hinter dem Bärenfell, um ihr Gespräch zu belauschen.
Szene 5. Unter dem Vorwand, es sei für einen Freund bestimmt, bittet Grjasnoi den Arzt um Zauberpulver für einen Liebestrank. Er will damit das Herz Marfas gewinnen. Ljubascha erkennt, dass Grjasnoi keine Gefühle mehr für sie hat (Terzett: „Och, ne weritsja“).
Szene 6. Es kommt zur Aussprache zwischen Ljubascha und Grjasnoi, bei der sie ihn an seine einst glühenden Küsse erinnert (Duett: „Snat, ne ljubisch“). Doch alles Flehen bleibt vergeblich. Er verlässt das Haus für die Frühmesse, ohne sich noch einmal nach ihr umzusehen. Ljubascha schwört sich, ihn vom Zauber dieser Hexe zu lösen.

### Zweiter Akt: „Das Zauberkraut“
Straße in der Alexandrowa Sloboda
Vorne links ein Haus (Wohnung der Sobakin) von drei Fenstern zur Straße, Pforte und Zaun; bei der Pforte unter den Fenstern eine hölzerne Bank. Rechts Haus des Bomeli mit einem Handpförtchen. Dahinter, im Grund Mauer und Eingang zum Kloster. Gegenüber dem Kloster im Hintergrund links, Haus des Fürsten Gwosdew-Rostowski mit einem hohen Vorbau an die Straße vortretend. Herbstlandschaft; an den Bäumen gelbe und rote Färbungen. Gegen Abend.
Szene 1. Die Gläubigen verlassen nach der Messe das Kloster (Chor: „Wot bog priwjol wetscherenku otsluschat“). Sie beobachten, wie Opritschniki das Haus des „Verräters“ Gwosdew-Rostowski angreifen, und unterhalten sich vorsichtshalber über etwas anderes, der bevorstehenden Brautschau des Zaren. Zwei junge Burschen kommen mit Arznei aus dem Haus Bomelis. Als das Volk sie darauf hinweist, dass der Arzt Deutscher und somit ein Ungläubiger ist, werfen sie die Kräuter als „Hexenzeug“ fort. Alle gehen ihrer Wege.
Szene 2. Sobakins Tochter Marfa, ihre Freundin Dunjascha und die Wirtschafterin Petrowna kommen aus dem Kloster. Die beiden Mädchen setzen sich auf eine Bank, um auf Marfas Vater zu warten, und unterhalten sich über ihre bevorstehende Hochzeit mit Lykow, mit dem sie schon von Kindheit an befreundet ist (Arie Marfa: „W Nowgorode my rjadom s Wanei schili“).
Szene 3. Zwei vornehme Herren reiten im Hintergrund vorbei. Einer von ihnen ist unschwer (musikalisch durch das Zarenthema aus Pskowitjanka) als Zar Iwan zu erkennen. Er hält für einen Augenblick an und betrachtet Marfa intensiv. Sie erschauert. Kurz darauf erscheinen Sobakin und Lykow und gehen mit den Mädchen ins Haus (Quartett: „Pogodi, moja milaja“).
Intermezzo – Im Hintergrund der Bühne, eingehüllt in ein Schleiertuch erscheint Ljubascha; sie schleicht langsam, sich scheu umblickend zwischen den Häusern hin und kommt in den Vordergrund.
Szene 4. Nach einem Blick durch das Fenster des Hauses weiß Ljubascha, dass sie der Schönheit Marfas nichts entgegensetzen kann. Sie geht daher zu Bomeli und bittet ihn um ein Gift. Es soll nicht tödlich sein, sondern lediglich die Schönheit des Opfers langsam zerstören. Bomeli verlangt als Gegenleistung eine Liebesnacht. Ljubascha läuft entsetzt fort, doch da Bomeli ihr folgt und damit droht, Grjasnoi alles zu erzählen, stimmt sie schließlich zu. Bomeli eilt in sein Haus zurück, als er Stimmen aus dem Haus Sobakins hört.
Szene 5. Ljubascha denkt über ihre Eifersuchtsgefühle nach (Arie: „Wot do tschego ja doschila“). Sie belauscht Sobakin und Lykow bei deren Verabschiedung und erfährt, dass Grjasnoi am nächsten Tag kommen will. Bomeli bringt ihr das Gift und zieht sie in sein Haus.
Szene 6. Die betrunkenen Opritschniki verlassen grölend das Haus Gwosdew-Rostowskis (Chor: „To ne sokoly w podnebessje sletalis“).

### Dritter Akt: „Der Brautführer“
Ein Zimmer im Haus von Sobakin
Rechts drei verzierte Fenster; links in der Ecke ein Kachelofen; neben ihm, näher zum Vordergrund, Tür in das Vorhaus. Im Hintergrund, in der Mitte eine Tür; rechts ein Tisch vor einer Bank; links neben der Tür ein Schenktisch, unter den Fenstern eine breite Bank (W. Sobakin, I. Lykow und Gr. Grjasnoi sitzen auf der Bank am Tisch).
Szene 1. Lykow kann es kaum erwarten, seine geliebte Marfa zu heiraten (Terzett: „Tschto gospoda gnewit, Iwan Sergeitsch“). Zuerst jedoch muss die Brautschau des Zaren abgewartet werden, bei der sowohl Marfa als auch Dunjascha in die engere Wahl von 12 der ursprünglich 2000 Mädchen gekommen sind. Alle gehen davon aus, dass sich der Zar für eine andere entscheiden wird. Grjasnoi überredet Lykow, ihn zum Brautwerber zu ernennen. Er will diese Gelegenheit nutzen, Marfa mit Hilfe des Zaubermittels für sich selbst zu gewinnen.
Szene 2. Grjasnoi gibt vor, auf Marfa verzichten zu wollen und sich über ihre Liebe zu Lykow zu freuen (Arietta: „Tschto sdelal by?“).
Szene 3. Dunjaschas Mutter Domna Saburowa berichtet stolz vom Verlauf der Brautschau, bei der Zar Iwan mit ihrer Tochter persönlich gesprochen habe (Arioso: „Wot, batjuschka, wpustili nas w choromy“). Obwohl die Wahl noch nicht beendet ist, zeigt sich Lykow erleichtert (Arie: „Tutscha nenastnaja mimo promtschalassja“). In seinem Amt als Brautführer füllt Grjasnoi zum Hochzeitstrunk Trinkschalen mit Met. Dabei schüttet er heimlich das Zauberpulver in diejenige der Braut.
Szene 4. Sobakin, Marfa, Dunjascha, die Saburowa und die Dienstmädchen der Sobakins kommen herein, und Grjasnoi reicht Lykow und Marfa den vorbereiteten Hochzeitstrunk. Alle danken ihm und segnen das Paar (Sextett mit Chor: „Pobolsche schenichu“ – Lobgesang: „Powelitschat by nam s newestoi schenicha“).
Szene 5. Maljuta-Skuratow bringt Sobakin die offizielle Nachricht, dass sich der Zar für Marfa entschieden habe.

### Vierter Akt: „Die Braut“

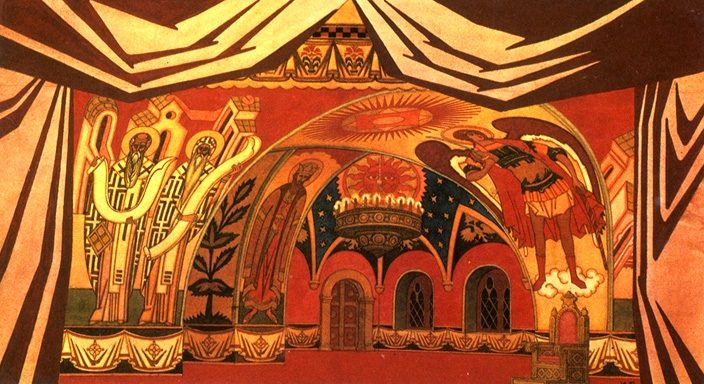
Iwan Bilibin: Bühnenbild des vierten Akts, 1930

Ein Durchgangsgemach im Zarenschloss
Im Hintergrund, dem Zuschauer gegenüber, eine Tür in die Gemächer des Zaren. Links, im Vordergrund eine Tür in den Vorraum. Fenster mit vergoldeten Gittern. Das Gemach ist mit rotem Tuch ausgeschlagen. Bänke mit gemusterten Bankdecken. Vorne rechts der thronartige mit Goldstoff bedeckte Sitz der Zarewna. Von der Decke hängt an goldener Kette ein Kronleuchter aus Kristall.
Szene 1. Die künftige Zarin Marfa wurde im Schloss einquartiert, ist dort aber offenbar aus Kummer erkrankt und schläft. Ihr Vater betrachtet sie besorgt (Arie: „Sabylassja… awos, polegtsche budet“). Domna Saburowa versucht, ihn zu beruhigen. Ein Stubenmädchen informiert die beiden darüber, dass die Zarin aufgewacht sei, und der Heizer des Zaren kündigt einen Boten an.
Szene 2. Der Zar lässt ihnen durch Grjasnoi mitteilen, dass Marfa vergiftet wurde. Der Täter sei bereits gefasst. Aufgeregt und mit zerzausten Haaren eilt Marfa herein, um alles zu hören. Sie beharrt darauf, völlig gesund zu sein. Dass sie verhext wurde, sei eine Lüge. Grjasnoi berichtet jedoch, dass Lykow bereits gestanden habe und zum Tode verurteilt wurde. Er habe ihn persönlich hingerichtet. Marfa schreit auf und fällt in Ohnmacht. Erschrocken beteuern alle, dass hier ein schrecklicher Irrtum vorlegen müsse und fragen sich, wer dahinter stecken könnte (Quintett mit Chor: „Sagublena stradaliza zarewna!“). Marfa erwacht wieder, hat jedoch den Verstand verloren. Entsetzt über diese Wirkung des vermeintlichen Liebestranks gibt Grjasnoi dem heidnischen Arzt die Schuld und schwört Rache. Er gibt zu, Lykow zu Unrecht beschuldigt und Marfa selbst vergiftet zu haben. Diese bekommt nichts mehr von ihrer Umgebung mit, sondern wähnt sich mit ihrem Geliebten im Garten (Szene und Arie: „Iwan Sergeitsch, chotschesch w sad poidjom?“).
Szene 3. Grjasnoi bittet Maljuta-Skuratow, ihn vor Gericht zu bringen, nachdem er mit Bomeli abgerechnet hat. Da löst sich Ljubascha aus der Gruppe der Dienstmädchen und klärt alles auf: Sie selbst hat das Zauberpulver vertauscht, bevor Grjasnoi es Marfa verabreichen konnte. Grjasnoi ersticht sie sofort. Bevor er abgeführt wird, fleht er Marfa an, ihm zu vergeben. Im Glauben, er sei Lykow, ruft sie ihm zum Abschied zu: „So komme morgen, Wanja!“

## Gestaltung
Die Zarenbraut ist (abgesehen vom Einakter Bojarynja Wera Scheloga) Nikolai Rimski-Korsakows achte Oper. Sie alle unterscheiden sich formal und stilistisch deutlich voneinander.:204 Das neue Konzept erläuterte der Komponist folgendermaßen:

„Es sollte eine Oper in vorwiegend kantablem Stil werden; die Arien und Monologe beabsichtigte ich so breit anzulegen, wie es die dramatischen Situationen nur irgend gestatteten; weiter wollte ich wirkliche, in sich abgerundete Ensembles schreiben im Gegensatz zu jenen blassen, in schneller Folge sich abhaspelnden Verkettungen der Stimmen, die heutigentags als Ausdruck der ‚dramatischen Wahrheit‘ gefordert werden, mit der das gleichzeitige Singen mehrerer Stimmen angeblich unvereinbar ist.“

Dies ist als deutliche Ablehnung der Werte des „Mächtigen Häufleins“ zu verstehen, die er selbst dreißig Jahre zuvor in seinem Opernerstling Pskowitjanka umgesetzt hatte. Mit der jetzt propagierten Sanglichkeit und den durchgearbeiteten Ensembles orientiert er sich eher an den Opern Michail Glinkas oder Peter Tschaikowskis. Die Musiksprache ist schlichter gehalten. Außer wenigen von der russischen Folklore angeregten Motiven fehlen echte Zitate aus der Volksmusik weitgehend. Lediglich die Melodie des Tafellieds: „Slawa na nebe solnzu wyssokomu“ (I:3) ist einem Volkslied entnommen (bekannt u. a. aus der Krönungsszene in Modest Mussorgskis Boris Godunow).
Einzelnen Figuren oder Gegenständen sind wiedererkennbare Themen zugeordnet. Der deutsche Arzt erhielt beispielsweise eine „steif wirkende rhythmische Figur“, das Gift ein „melodisches Motiv und Sequenz verminderter Septakorde“. Der Zar ist bei seinem stummen Auftritt im zweiten Akt und bei der Erwähnung seiner Brautschau durch das zitierte Zarenthema aus der Pskowitjanka zu erkennen. Ein Leitmotivsystem wie bei Richard Wagner ergibt sich daraus nicht.
Ljubaschas „Wot do tschego ja doschila“ (I:5) ist ein Strophenlied im Stil des russischen „gedehnten Lieds“ (protjashnaja pesnja). Abgesehen von den Ritornellen ist es unbegleitet. Die Wiederholung ist mit Melismen ausgeschmückt. Die Melodie ist auch musikalische Grundlage für das Orchester-Intermezzo im zweiten Akt.
Die beiden Frauen sind jeweils auf unterschiedliche Weise Opfer der patriarchalischen Strukturen Russlands. Marfa erduldet diese passiv, Ljubascha dagegen wird am Ende des zweiten Akts selbst zur Täterin. Ihre Verzweiflung drückt sie bereits in dem erwähnten Lied aus. Im zweiten Akt zeichnet das Orchester alle Veränderungen ihrer inneren Lage minutiös nach.:108 Marfa hingegen ist durchweg als licht und freudig charakterisiert. Selbst in ihrer Wahnsinnsszene ist sie glücklich, da sie sich mit ihrem Geliebten vereint glaubt. Diese Grundstimmung ist auch die Erklärung dafür, dass das eher düstere Lied Ljubaschas (I:4), das ursprünglich Marfa zugedacht war, letztlich Ljubascha zugewiesen wurde.:109

### Orchester
Die Orchesterbesetzung der Oper enthält die folgenden Instrumente:
- Holzbläser: drei Flöten (3. auch Piccolo), zwei Oboen (2. auch Englischhorn), zwei Klarinetten, zwei Fagotte
- Blechbläser: vier Hörner, drei Trompeten, drei Posaunen, Tuba
- Pauken, Schlagzeug: große Trommel, Becken, Triangel, Tamburin, Tamtam
- Harfe
- Streicher

### Musiknummern
Im 1899 bei Belaïeff herausgegebenen russisch-deutschen Klavierauszug sind die folgenden Musiknummern aufgeführt:
Erster Akt
- Ouvertüre (S. 3)
- Rezitativ und Arie (Grjasnoi): „С ума нейдёт красавица!“ („S uma neidjot krassawiza!“ – „O wenn ich doch aus meinem Sinn!“) / „Куда ты, удаль прежняя, девалась“ („Kuda ty, udal preschnjaja, dewalas“ – „Du Übermut, wohin bist du entschwunden“ – Szene 1, S. 14)
- Fughetta a 3 voci (Opritschniki): „Слаще меду ласквое слово“ („Slaschtsche medu laskwoje slowo“ – „Süß wie Met ist anmutsvolle Rede“ – Szene 2, S. 31)
- Arioso (Lykow): „Иное всё, и люди, и земля“ („Inoje wsjo, i ljudi, i semlja“ – „So anders sind die Leute und das Land“ – Szene 2, S. 36)
- Tafellied (Chor): „Слава на небе солнцу высокому“ („Slawa na nebe solnzu wyssokomu“ – „Preis und Ehre der Sonne am Himmelszelt“ – Szene 3, S. 43)
- Tanz mit Chor: „Как за реченькой яр-хмель“ („Kak sa retschenkoi jar-chmel“ – „Wie der Hopfen an dem Bach“ – Szene 3, S. 56)
- Lied der Ljubascha: „Снаряжай скорей, матушка родимая“ („Snarjaschai skorei, matuschka rodimaja“ – „Liebstes Mütterlein, eile dich und schmücke fein“ – Szene 4, S. 77)
- Terzett (Grjasnoi, Ljubascha, Bomeli): „Ох, не верится“ („Och, ne weritsja“ – „Ach, ich glaub es nicht“ – Szene 5, S. 84)
- Duett (Grjasnoi, Ljubascha): „Знать, не любишь“ („Snat, ne ljubisch“ – „Eins ist sicher“ – Szene 6, S. 91)

Zweiter Akt
- Chor: „Вот бог привёл вечеренку отслушать“ („Wot bog priwjol wetscherenku otsluschat“ – „Wir haben fromm die Messe angehöret“ – Szene 1, S. 102)
- Arie (Marfa): „В Новгороде мы рядом с Ваней жили“ („W Nowgorode my rjadom s Wanei schili“ – „In Nowgorod wir wohnten neben Wanja.“ – Szene 2, S. 120)
- Quartett (Sobakin, Lykow, Dunjascha, Marfa): „Погоди, моя милая“ („Pogodi, moja milaja“ – „Warte nur du mein Töchterlein“ – Szene 3, S. 132)
- Intermezzo (S. 139)
- Arie (Ljubascha): „Вот до чего я дожила“ („Wot do tschego ja doschila“ – „O musst es dahin mit mir kommen“ – Szene 5, S. 155)
- Chor (Opritschniki): „То не соколы в поднебесье слетались“ („To ne sokoly w podnebessje sletalis“ – „Nicht ein Falkenschwarm stieß nieder aus den Lüften“ – Szene 6, S. 161)

Dritter Akt
- Vorspiel (S. 164)
- Terzett (Lykow, Grjasnoi, Sobakin): „Что господа гневить, Иван Сергеич“ („Tschto gospoda gnewit, Iwan Sergeitsch“ – „Zufrieden muss ich sein, Iwan Sergeitsch“ – Szene 1, S. 167)
- Arietta (Grjasnoi): „Что сделал бы?“ („Tschto sdelal by?“ – „Was ich täte?“ – Szene 2, S. 177)
- Arioso (Domna Saburowa, Sobakin): „Вот, батюшка, впустили нас в хоромы“ („Wot, batjuschka, wpustili nas w choromy“ – „Zuerst ließ man uns ein in das Gebäude“ – Szene 3, S. 182)
- Arie (Lykow): „Туча ненастная мимо промчалася“ („Tutscha nenastnaja mimo promtschalassja“ – „Schwarz kam ein Wettersturm“ – Szene 3, S. 190)
- Sextett mit Chor: „Побольше жениху“ („Pobolsche schenichu“ – „Dem Bräutigam zum Ruhm“ – Szene 4, S. 198)
- Lobgesang: „Повеличать бы нам с невестой жениха“ („Powelitschat by nam s newestoi schenicha“ – „Den Bräutigam mit seiner Braut lasst preisen uns“ – Szene 4, S. 209)

Vierter Akt
- Vorspiel (S. 216)
- Arie (Sobakin): „Забылася… авось, полегче будет“ („Sabylassja… awos, polegtsche budet“ – „Sie liegt und schläft“ – Szene 1, S. 217)
- Quintett (Grjasnoi, Domna Saburowa, Dunjascha, Sobakin, Maljuta-Skuratow) mit Chor: „Загублена страдалица царевна!“ („Sagublena stradaliza zarewna!“ – „Getötet ist die Märtyrin Zarewna!“ – Szene 2, S. 230)
- Szene und Arie (Marfa): „Иван Сергеич, хочешь в сад пойдём?“ („Iwan Sergeitsch, chotschesch w sad poidjom?“ – „Iwan Sergeitsch, gehn wir in den Garten“ – Szene 2, S. 246)

### Musikalische Motive (Auswahl)
Eine detaillierte Ausführung über die in der Oper verwendeten Motive findet sich in Nikolai van Gilse van der Pals’ Buch N. A. Rimsky-Korssakow. Opernschaffen nebst Skizze über Leben und Wirken, dem auch die folgenden Beispiele entnommen sind.
- Das „wuchtig-düstere“ Hauptmotiv Grjasnois tritt erstmals in den Orchesterzwischenspielen seines Rezitativs (I:1) auf:[5]:362
Die Audiowiedergabe wird in deinem Browser nicht unterstützt. Du kannst die Audiodatei herunterladen.
- Das Preislied auf den Zaren „Slawa na nebe solnzu wyssokomu“ (I:3):[5]:367[A 1]
Die Audiowiedergabe wird in deinem Browser nicht unterstützt. Du kannst die Audiodatei herunterladen.
- Das Lied der Ljubascha „Snarjaschai skorei, matuschka rodimaja“ (I:4):[5]:368
Die Audiowiedergabe wird in deinem Browser nicht unterstützt. Du kannst die Audiodatei herunterladen.
- Maljuta-Skuratow:[5]:365
Die Audiowiedergabe wird in deinem Browser nicht unterstützt. Du kannst die Audiodatei herunterladen.
- Lykow:[5]:365
Die Audiowiedergabe wird in deinem Browser nicht unterstützt. Du kannst die Audiodatei herunterladen.
- Bomeli (zu Beginn das Giftmotiv):[5]:365
Die Audiowiedergabe wird in deinem Browser nicht unterstützt. Du kannst die Audiodatei herunterladen.

## Werkgeschichte
Das Sujet seiner Oper Die Zarenbraut beschäftigte Nikolai Rimski-Korsakow schon seit der Komposition seiner 1873 uraufgeführten Oper Pskowitjanka, die ebenfalls von Iwan IV. handelt. Konkret wurde der Plan, als er sich im Frühjahr 1898 erneut mit Pskowitjanka befasste.:204 Mit der Bearbeitung der gleichnamigen historischen Tragödie von Lew Mei (1849) beauftragte er Ilja Tjumenew. Die beiden hielten sich weitgehend an die Vorlage und strichen lediglich einige Randfiguren. Anders als dort taucht Zar Iwan hier wenigstens einmal als stummer Reiter auf.:208
Rimski-Korsakow begann im Sommer 1898 mit der Komposition und stellte die Instrumentation im Herbst desselben Jahres fertig. Im folgenden Jahr begannen die Proben mit dem Ensemble der Russischen Privatoper von Sawwa Mamontow. Die Hauptrolle der Marfa war der Sängerin Nadeschda Sabela-Wrubel (Ehefrau des Bühnenbildners Michail Wrubel) „direkt auf den Leib geschrieben“.:106
Die Uraufführung am 22. Oktoberjul. / 3. November 1899greg. im Solodownikow-Theater in Moskau dirigierte Michail Ippolitow-Iwanow. Das Bühnenbild stammte von Michail Wrubel. Die Sänger waren Nikolaj V. Mutin (Wassili Sobakin), Nadeschda Sabela-Wrubel (Marfa), N. A. Cieveliev (Grigori Grjasnoi), N. I. Tarasov (Grigori Maljuta-Skuratow), Anton Sekar-Roschanski (Iwan Lykow), Alexandra Rostowzewa (Ljubascha), Wassili Petrowitsch Schkafer (Jelissei Bomeli), S. N. Gladkaja (Domna Saburowa), Warwara Strachowa (Dunjascha), V. S. Kharitonova (Petrowna) und Aleksandr Petrovich Antonovski (Heizer).

„In Moskau gelangte dieser Tage eine neue russische Oper zur Aufführung, welche auf die heranwachsende Componisten-Generation Rußlands von großem Einfluß sein dürfte. Die Oper, welche den Titel ‚Czaren-Braut‘ trägt, ist von dem bekannten russischen Tondichter Rimsky-Korsakow componirt worden. Der Text dieser dreiactigen Oper ist dem gleichnamigen Schauspiele des in der russischen Literatur bekannten Dramatikers Mey entnommen, das an dramatischen Effecten sehr reich ist. Rimsky-Korsakow's Musik bedeutet die Wiederkehr zu den Traditionen der
alten Nationalmusik Rußlands. Er hat sich in diese ferne Epoche versetzt und nationale Motive geschaffen, welche mit jener alten Zeit in völliger Harmonie sich befinden.“

Ursprünglich war die Oper in drei Akte und vier Bilder unterteilt. Rimski-Korsakow änderte dies, als er auf Wunsch von Sekar-Roschanski nach dem ursprünglichen dritten Akt eine weitere Arie („Tutscha nenastnaja mimo promtschalassja“) für dessen Partie des Lykow einfügte. Diese Fassung wurde am 3. Januar 1900 zum ersten Mal gespielt und setzte sich anschließend durch.
Bereits die Uraufführung war bei Publikum und Presse erfolgreich. Die Oper wurde ins Repertoire der russischen Opernhäuser aufgenommen:220 und schon nach wenigen Jahren auch im Ausland gespielt. Bei den nicht-russischen Produktionen wurde sie meist als „historisch-romantisches Rührstück“ inszeniert. Sigrid Neef wies in diesem Zusammenhang darauf hin, dass es sich eigentlich nicht um ein historisches, sondern um ein „lyrisches Drama“ handle, bei dem „seelische Bewegungen“ im Gegensatz zu „emotionale[n] Eruptionen“ im Vordergrund stehen sollten.:221,223 Für Nikolai van Gilse van der Pals (1929) dagegen war Die Zarenbraut inhaltlich „trotz treffender Charakteristik der Personen doch mehr nationales dramatisches Schauspiel als Seelendrama“.:34

Historische Sänger
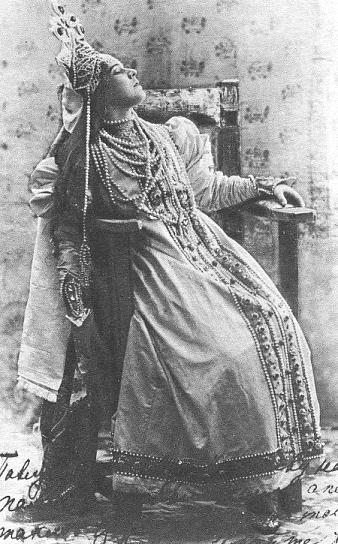
Nadeschda Sabela-Wrubel als Marfa, 1899
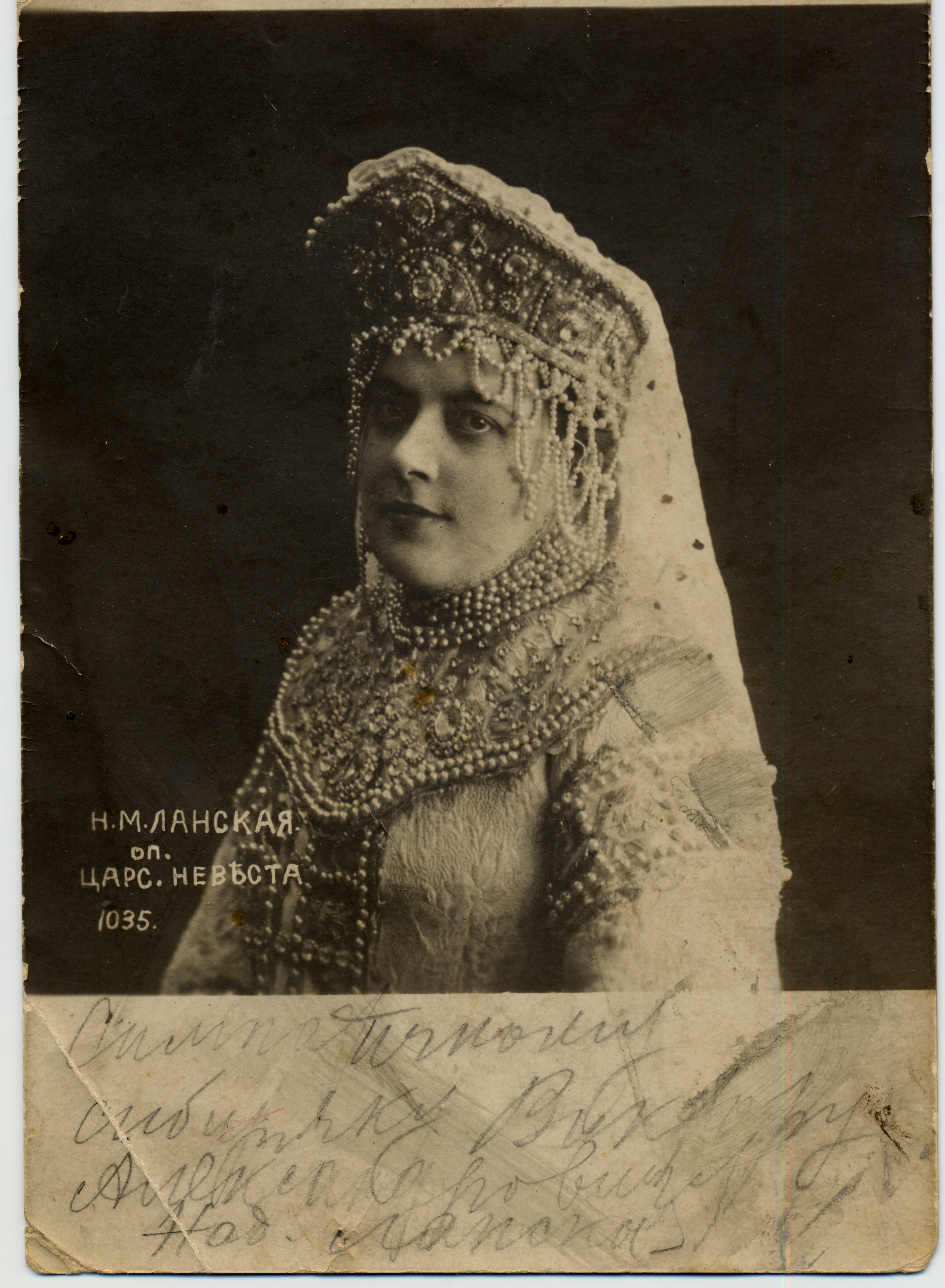
Nadeschda Michailowna Lanskaja als Domna Saburowa, 1908
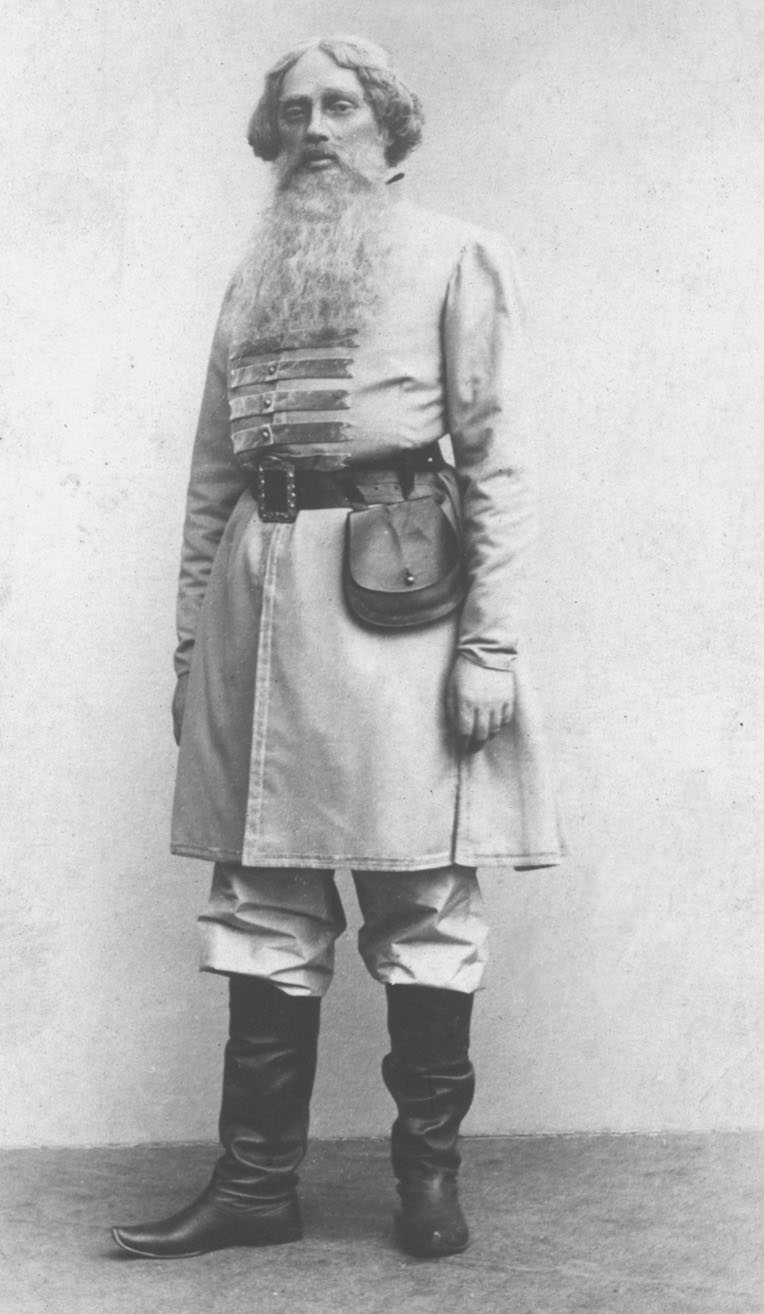
Lew Sibirjakow als Sobakin, vor 1917
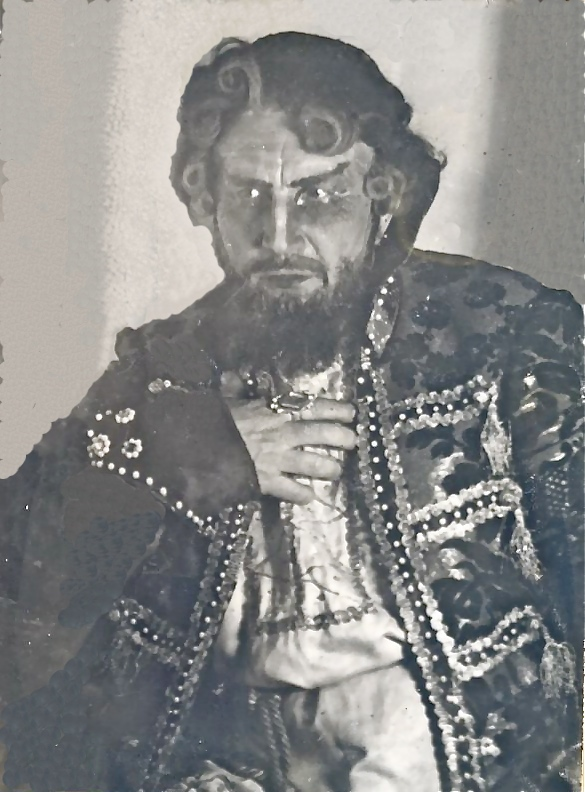
Michail Schuiski als Grjasnoi, 1925

Nachweisbar sind beispielsweise die folgenden Produktionen (sofern nicht anders angegeben, nach Pipers Enzyklopädie des Musiktheaters):
- 1899: Charkow; Grjasnoi: Oskar Kamjonski.[3]:220
- 1900: Saratow
- 1901: Petersburg, Mariinski-Theater; Dirigent: Eduard Nápravník, Regie: Felix Blumenfeld; Wiederaufnahme 1903 im Volkshaus
- 1901: Kiew
- 1901: Kasan; Dirigent: Václav Suk
- 1902: Prag; Dirigent: Karel Kovařovic
- 1903: Riga
- 1904: Moskau, Privatoper von Sergei Simin
- 1906: Helsinki
- 1911: Paris, Théâtre Sarah-Bernhardt; Lydija Lipkowskaja (Marfa).[3]:221
- 1916: Moskau, Bolschoi-Theater; Dirigent: Emil Cooper, Regie: Pjotr Olenin; Antonina Neschdanowa (Marfa), Nadeschda Obuchowa (Ljubascha)
- 1922: Seattle und New York.[3]:221
- 1923: Berlin, Theater des Westens; deutsch von August Bernhard; Beate Malkin (Marfa)
- 1923: Sofia
- 1924: Zagreb; kroatisch von Petar Konjović; Dirigent: Oskar Smodek
- 1924: Ljubljana
- 1926: Moskau, Opernstudio von Konstantin Stanislawski
- 1931: London
- 1932: Reval
- 1934: Brünn
- 1945: Stockholm; schwedisch von Oscar Ralf; Regie und Dirigent: Issay Dobrowen; Hjördis Schymberg (Marfa); Dekorationen nach einer Moskauer Inszenierung
- 1946: Alma-Ata
- 1948: Berlin, Staatsoper
- 1950: Riga
- 1952: Wilna
- 1966: Moskau, Bolschoi-Theater; Dirigent: Boris Chaikin
- 1985: Sankt Gallen; deutsch; Dirigent: Samuel Friedmann, Regie: Robert Hoyem
- 1986: Monte Carlo: Dirigent: Mstislaw Rostropowitsch, Regie: Galina Wischnewskaja.[3]:221
- 1986: Washington Opera, Kennedy Center, Washington, D.C.: Dirigent: Mstislaw Rostropowitsch, Regie: Galina Wischnewskaja.[9]
- 2005: Opernhaus Zürich; Dirigent: Wladimir Fedossejew, Inszenierung: Johannes Schaaf, Bühnenbild: Erich Wonder, Kostüme: Andrea Schmidt-Futterer; Alfred Muff (Wassili Sobakin), Maya Dashuk (Marfa), Vladimir Stoyanov (Grigori Grjasnoi), Pavel Daniluk (Maljuta-Skuratow), Alexey Kosarev (Iwan Lykow), Liliana Nikiteanu (Ljubascha), Martin Zysset (Bomeli), Margaret Chalker (Domna Saburowa), Katharina Peetz (Dunjascha).[10]
- 2006: Oper Frankfurt; Dirigent: Michail Jurowski, Inszenierung: Stein Winge, Bühnenbild: Benoit Dugardyn, Kostüme: Ingeborg Bernerth; Michail Schelomianski (Wassili Sobakin), Britta Stallmeister (Marfa), Johannes Martin Kränzle (Grjasnoi), Simon Bailey (Maljuta-Skuratow), Michael König (Iwan Lykow), Elena Manistina (Ljubascha), Hans-Jürgen Lazar (Bomeli), Ann-Marie Backlund (Domna Saburowa), Elzbieta Ardam (Dunjascha).[11]
- 2009: Osnabrück; Dirigent: Marius Stieghorst, Inszenierung: Kay Kuntze, Ausstattung: Martin Fischer; Frank Färber (Wassili Sobakin), Natalia Atamanchuk (Marfa), Daniel Moon (Grjasnoi), Genadijus Bergorulko (Maljuta-Skuratow), Yoonki Baek (Iwan Lykow), Eva Schneidereit (Ljubascha), Christophe Mortagne (Bomeli), Irina Neznamova (Domna Saburowa), Natalya Myzyuk (Dunjascha).[12]
- 2011: London, Covent Garden; Dirigent: Mark Elder, Inszenierung: Paul Curran, Ausstattung: Kevin Knight; Paata Burtschuladse (Wassili Sobakin), Marina Poplavskaya (Marfa), Johan Reuter (Grigori Grjasnoi), Alexander Winogradow (Grigori Maljuta-Skuratow), Dmytro Popov (Iwan Lykow), Ekaterina Gubanova (Ljubascha), Vasily Gorshkov (Jelissei Bomeli).[13]
- 2013: Berlin, Staatsoper Unter den Linden im Schillertheater; Dirigent: Daniel Barenboim, Inszenierung und Bühne: Dmitri Tschernjakow, Kostüme: Elena Zaytseva; Anatoli Kotscherga (Wassili Sobakin), Olga Peretyatko (Marfa), Johannes Martin Kränzle (Grigori Grjasnoi), Tobias Schabel (Grigori Maljuta-Skuratow), Pavel Černoch (Iwan Lykow), Anita Ratschwelischwili (Ljubascha), Stephan Rügamer (Jelissei Bomeli), Anna Tomowa-Sintow (Domna Saburowa), Anna Lapkovskaja (Dunjascha), Carola Höhn (Petrowna).[14]
- 2014: Mailand, Teatro alla Scala: Koproduktion mit der Staatsoper Unter den Linden; Dirigent: Daniel Barenboim, Anatoli Kotscherga (Wassili Sobakin), Olga Peretyatko (Marfa), Johannes Martin Kränzle (Grigori Grjasnoi), Tobias Schabel (Grigori Maljuta-Skuratow), Pavel Černoch (Iwan Lykow), Marina Prudenskaya (Ljubascha), Stephan Rügamer (Jelissei Bomeli), Anna Tomowa-Sintow (Domna Saburowa), Anna Lapkovskaja (Dunjascha), Carola Höhn (Petrowna).[15]

## Aufnahmen
- 1901–1914 – Einzelne Arien und Duette mit Nikolai Scheweljow, Oskar Kamjonsky, Nina Legéne, Pawel Andrejew, Lydia Lipkowskaja, Wera Petrowna-Swantsewa, Gawriil Morskoi, Lew Sibirjakow und Antonina Neschdanowa.
 Russian Singers of the Past – Nikolai Rimsky-Korsakow performed by his contemporaries. Vol. 2.
 Russian Disc 1996 RD CD 15 032.[3]:223
- 1943 – Lew Steinberg (Dirigent), Orchester und Chor des Bolschoi-Theaters Moskau.
 Maxim Michailov (Wassili Sobakin), Natalya Schpiller (Marfa), Piotr Metvedjev (Grigori Grjasnoi), Anatoly Lioubimov (Grigori Maljuta-Skuratow), Anatoly Orfenov (Iwan Lykow), Marija Maksakowa (Ljubascha), Vassilij Yakuschenko (Jelissei Bomeli), Sofia Panova (Domna Saburowa), Valentina Gagarina (Dunjascha), Marina Levina (Petrowna).
 Studioaufnahme.
 Dante LYS 055-6 (2 CDs), Great Hall MVI CD 053-054 (2 CDs).[16]:15240
- 1954 – Wladimir Piradow (Dirigent), Orchester und Chor des Tarass-Schewtschenko-Theaters Kiew.
 Borys Hmyrja (Wassili Sobakin), Jelysaweta Tschawdar (Marfa), Michail Grischko (Grigori Grjasnoi), Wladimir Medwejew (Grigori Maljuta-Skuratow), Pjotr Belinnik (Iwan Lykow), Larissa Rudenko (Ljubascha), Pawel Iwanow (Jelissei Bomeli), Vera Ljubimowa (Domna Saburowa), Antonina Sopowa (Dunjascha), Sinaida Kuschnarewa (Petrowna), Vasili Babenko (Heizer), Irina Trofimova (Dienstmädchen), Iwan Kliakun (Bursche).
 Studioaufnahme.
  Melodija D 06589-94 (3 LPs); Melodija MK02307-14 (4 LPs).[3]:224[16]:15241
- ca. 1960–1970 – Boris Chaikin (Dirigent), Orchester und Chor des Bolschoi-Theaters Moskau.
 Arnold Lokshin (Wassili Sobakin), Klara Kadinskaya (Marfa), Mikhail Kiselev (Grigori Grjasnoi), Andrei Sokolov (Iwan Lykow), Valentina Levko (Ljubascha), Gennady Efimov (Jelissei Bomeli), G. Korolyova (Dunjascha).
 Studioaufnahme; Ausschnitte.
 Melodiya C 01247-8 (1 LP).[16]:15242
- 1965 – Jewgeni Swetlanow (Dirigent), Vladimir Gorikken (Inszenierung), Orchester und Chor des Bolschoi-Theaters Moskau.
 Galina Oleinischenko (Marfa, Sängerin), Raissa Nedaskovskaya (Marfa, Filmdarstellerin), Evgeny Kibkalo (Grigori Grjasnoi, Sänger), Otar Kobendze (Grigori Grjasnoi, Filmdarsteller), Larisa Ardeyeva (Ljubascha, Sängerin), Natalya Rudnaya (Ljubascha, Filmdarstellerin), Victor Vikhrov (Heizer), Ivan Heter (Iwan der Schreckliche, Filmdarsteller).
 Verfilmung.
 Kultur 1287 (1 VC).[16]:15243
- 1972 – Fuat Mansurov (Dirigent), Orchester und Chor des Bolschoi-Theaters Moskau.
 Jewgeni Nesterenko (Wassili Sobakin), Galina Wischnewskaja (Marfa), Wladimir Walaitis (Grigori Grjasnoi), Boris Morosow (Grigori Maljuta-Skuratow), Wladimir Atlantow (Iwan Lykow), Irina Archipowa (Ljubascha), Andrej Sokolow (Jelissei Bomeli), Eleonora Andrejewna (Domna Saburowa), Galina Borissowa (Dunjascha), Veronica Borisenko (Petrowna), Vladimir Maltschenko (Heizer), Nina Lebendeva (Dienstmädchen), Constantin Baskov (Bursche).
 Studioaufnahme.
 Le Chant du Monde 2781037 und LDC 2781036 (2 CDs).[3]:224[16]:15244
- 1992 – Andrej Tschistjakow (Dirigent), Orchester des Bolschoi-Theaters Moskau, Russischer Alexander-Sweschnikow-Chor.
 Pjotr Gluboky (Wassili Sobakin), Jekaterina Kudrjawtschenko (Marfa), Wladislaw Werestnikow (Grigori Grjasnoi), Nikolai Mischenkow (Grigori Maljuta-Skuratow), Arkadij Mischenkin (Iwan Lykow), Nina Terentjewa (Ljubascha), Vladimir Kudriaschov (Jelissei Bomeli), Irina Udalova (Domna Saburowa), Jelena Okolyschewa (Dunjascha), Tatiana Pechuria (Petrowna), Vladislav Paschinsky (Heizer), Nina Larionova (Dienstmädchen).
 Studioaufnahme.
 Erstveröffentlichung: Melodija CM 3899 (3 LPs); EURODISC XI 87 443 (3 LPs); Le Chant du Monde LDX 78641-3 (3 LPs); Le Chant du Monde 2781037-8 (2 CDs); Le Chant du Monde LDC288 056-7 (2 CDs).[3]:224[16]:15245
- Oktober 1998 – Valery Gergiev (Dirigent), Orchester und Chor des Mariinski-Theaters St. Petersburg.
 Gennadi Bessubenkow (Wassili Sobakin), Marina Schaguch (Marfa), Dmitri Hvorostovsky (Grigori Grjasnoi), Sergej Alexaschkin (Grigori Maljuta-Skuratow), Jewgeni Akimow (Iwan Lykow), Olga Borodina (Ljubascha), Nikolai Gassjew (Jelissei Bomeli), Irina Loskutowa (Domna Saburowa), Olga Markowa-Michailenk (Dunjascha), Lyubov Sokilova (Petrowna), Jurij Schkliar (Heizer), Liudmilla Kasianenko (Dienstmädchen), Viktor Vikherov (Bursche).
 Studioaufnahme.
 Philips/DECCA 135 56 24, 462 619-2 und 462626-2 (2 CDs).[3]:224[16]:15246
- 16. September 2000 – Neeme Järvi (Dirigent), Orchester und Chor der San Francisco Opera.
 Kevin Langan (Wassili Sobakin), Anna Netrebko (Marfa), Dmitri Hvorostovsky (Grigori Grjasnoi), Vladimir Ognovenko (Grigori Maljuta-Skuratow), Jay Hunter Morris (Iwan Lykow), Olga Borodina (Ljubascha), Nicolai Gassiev (Jelissei Bomeli), Irina Bogatschewa (Domna Saburowa), Elena Bocharova (Dunjascha), Katia Escalera (Petrowna).
 Live aus San Francisco.[16]:15247
- 2013 – Daniel Barenboim (Dirigent), Dmitri Tschernjakow (Inszenierung und Bühne), Elena Zaytseva (Kostüme), Staatskapelle Berlin, Staatsopernchor.
 Anatoli Kotscherga (Wassili Sobakin), Olga Peretyatko (Marfa), Johannes Martin Kränzle (Grigori Grjasnoi), Tobias Schabel (Grigori Maljuta-Skuratow), Pavel Černoch (Iwan Lykow), Anita Ratschwelischwili (Ljubascha), Stephan Rügamer (Jelissei Bomeli), Anna Tomowa-Sintow (Domna Saburowa), Anna Lapkovskaja (Dunjascha), Carola Höhn (Petrowna).
 Video; live aus der Staatsoper im Schillertheater Berlin.
 BelAir BAC 105 (DVD).[17]